# Ruch (Oregón)
Ruch es un lugar designado por el censo ubicado en el condado de Jackson en el estado estadounidense de Oregón. En el año 2010 tenía una población de 840 habitantes.

## Geografía
Ruch se encuentra ubicado en las coordenadas 42°14′9″N 123°2′30″O / 42.23583, -123.04167.